# Azali Assoumani
Azali Assoumani (arab. غزالي عثماني; ur. 1 stycznia 1959 w Mitsoudjé) – komoryjski wojskowy i polityk, przywódca zamachu stanu z 1999 roku, w latach 1999–2002 głowa państwa, w latach 2002–2006 i ponownie od 2016 prezydent Komorów. Przewodniczący Unii Afrykańskiej w latach 2023–2024.

## Życiorys
Azali Assoumani urodził się 1 stycznia 1959 roku. Ukończył marokańską Królewską Akademię Wojskową w Meknes i paryską École de guerre.
W 1997 roku rozpoczął się kryzys separatystyczny na Komorach. W sierpniu wyspy Anjouan i Mohéli odłączyły się od Wielkiego Komoru, głównej wyspy kraju i ogłosiły niepodległość. Na samej wyspie Anjouan doszło do podziału na dwie frakcje. Pierwsza z nich opowiadała się za pełną niepodległością wyspy, druga popierała autonomię w ramach Komorów. Obie frakcje zgodnie podkreślały dyskryminację gospodarczą i polityczną ze strony władz centralnych z Wielkiego Komoru. W październiku 1997 roku doszło do odparcia próby inwazji rządowej, a następnie do przeprowadzenia referendum niepodległościowego, w którym ponad 99% głosujących opowiedziało się za niepodległością wyspy. Wskutek konfliktu między frakcjami obie rywalizujące ze sobą grupy chwyciły za broń, co doprowadziło do walk i pogorszenia się sytuacji na wyspie. Część mieszkańców Anjouanu przeniosła się na Wielki Komor.
Dzięki negocjacjom prowadzonym pod egidą Organizacji Jedności Afrykańskiej doszło do osiągnięcia porozumienia pokojowego między trzema głównymi wyspami. 6 listopada 1998 roku nagle zmarł rządzący od dwóch lat prezydent Komorów Mohamed Taki Abdulkarim. W grudniu OJA zagroziła sankcjami wobec Anjouanu, jeśli separatyści nie zaakceptują porozumienia pokojowego. Ultimatum zostało przez nich odrzucone i opowiedzieli się oni za pełną niepodległością.
30 kwietnia 1999 roku Szef Sztabu Generalnego pułkownik Azali Assoumani przejął władzę w kraju dokonując bezkrwawego przewrotu. Niedługo po zamachu stanu rozwiązał rząd i parlament, zawiesił konstytucję oraz zapowiedział utworzenie nowego rządu, złożonego „w większości z cywilów, a w szczególności młodych technokratów”. Swoją decyzję o stanięciu na czele junty uzasadnił chęcią „uratowania kraju przed chaosem”. Był to osiemnasty zamach stanu w ciągu 24 lat niepodległości Komorów. Ze względu na krytykę ze strony OJA i Francji Assoumani zdecydował się dążyć do przełamania międzynarodowej izolacji kraju. 7 grudnia 1999 roku Assoumani mianował na premiera Bianrifiego Tarmidiego zapraszając przedstawicieli różnych środowisk politycznych, aby dołączyły do tworzenia nowego rządu.
W kwietniu 2000 roku doszło do masowych protestów wskutek upłynięcia rocznego okresu przejściowego, po którym Assoumani miał oddać władzę w ręce cywilów. Zamiast tego pułkownik zdecydował się na zaprzysiężenie jako prezydent kraju 6 maja 2000 roku w celu zwiększenia legitymizacji swojej władzy.
9 sierpnia 2001 roku żołnierze na Anjouan obalili pułkownika Saida Abeida. Sześć tygodni później doszło do ukształtowania się nowej junty wojskowej na Anjouanie, która na swojego przywódcę wybrała Mohameda Bacara rządzącego wyspą do inwazji w 2008 roku.
19 grudnia 2001 roku doszło do ataku francuskich najemników, działających w porozumieniu byłym ministrem spraw wewnętrznych Achirafim Saidem Hachimim, na separatystyczną wyspę Mohéli. W udaremnionej próbie obalenia jej rządu zginęło sześć osób zginęło. 23 grudnia odbyło się referendum w sprawie przyjęcia nowej konstytucji. Wśród najważniejszych założeń projektu były:
- utworzenie państwa federalnego,
- rotacyjna prezydencja w Związku Komorów między przedstawicielami trzech wysp wybieranymi na 4-letnią kadencję,
- szeroka autonomia dla każdej wyspy z własnym prezydentem i odrębną władzą ustawodawczą.

W referendum mieszkańcy wszystkich trzech wysp zagłosowali za przyjęciem nowej konstytucji. W skali kraju liczba głosów „za” wyniosła 75%.
Na początku 2002 roku Assoumani ustąpił ze stanowiska, aby ubiegać się o prezydenturę w wyborach. W pierwszej turze uzyskał 39,81% poparcia, by w drugiej turze uzyskać 100% głosów po wycofaniu się kandydatów, którzy zajęli drugie i trzecie miejsce.
W 2006 roku przekazał władzę cywilom na mocy nowej konstytucji, która ustanowiła rotacyjną prezydencję pomiędzy trzema wyspami Unii – Wielkim Komorem, Anjouanem i Moheli. Po zakończeniu prezydentury w 2006 roku Assoumani przeszedł na polityczną emeryturę i zajął się rolnictwem.
W 2009 roku opublikował książkę Quand j’étais président, w której podsumował swoje siedmioletnie rządy. W publikacji podkreślił nienaganny charakter swojej prezydentury oraz mądrość, jaką wykazał się oddając władzę po jednej kadencji. Był to kontrast wobec licznych afrykańskich przywódców trzymających się władzy przez długie lata.
Do polityki powrócił dekadę później, gdy w wygranych wyborach prezydenckich w 2016 roku ponownie został przywódcą kraju. W pierwszej turze otrzymał 14,96% głosów i był jednym z trzech kandydatów, którzy weszli do drugiej tury. W drugiej turze zdobył 40,98% głosów zwyciężając z Mohamedem Ali Soilihim, który uzyskał 39,87% głosów i Mouignim Baraką, który zdobył 19,15% poparcia. Wobec procesu wyborczego padły oskarżenia o nieprawidłowości, krytykowano również przemoc polityczną.
W 2019 roku Assoumani zorganizował referendum dotyczące przedłużenia mandatu prezydenta z jednej pięcioletniej do dwóch. Funkcja ta w założeniu miała być rotacyjna między trzema wyspami. Zmiana ta była określana jako mogąca zburzyć kruchą równowagę sił ustanowioną w 2001 roku, której celem było zakończenie kryzysów separatystycznych i powstrzymanie cyklu zamachów stanu nękających kraj od czasu uzyskania niepodległości. W tym samym roku zwyciężył w wyborach prezydenckich zdobywając prawie 60% oddanych głosów. Wynik wyborów został odrzucony przez opozycję oraz poddany krytyce przez obserwatorów zagranicznych. Po wyborach z 2019 roku Assoumani jest regularnie oskarżany przez przeciwników o wprowadzanie pełzającego autorytaryzmu.
W grudniu 2022 roku największy rywal i poprzednik Assoumaniego, były prezydent Ahmed Abdallah Sambi, został skazany na dożywocie za zdradę stanu. Sambiego oskarżono wówczas o sprzedaż paszportów bezpaństwowcom z krajów Zatoki Perskiej.
18 lutego 2023 roku Assoumani został wybrany na roczną kadencję przewodniczącego Unii Afrykańskiej. Mahamoudou Ahamada, który w wyborach z 2019 roku zajął drugie miejsce z wynikiem 14,62% uznał wybór Assoumaniego za „porażkę organizacji kontynentalnej”. Ahamada oskarżył prezydenta o tłumienie protestów przeciwko swojej władzy oraz o ogólne łamanie praw człowieka.
W kwietniu 2023 roku Francja rozpoczęła na Majotcie policyjno-wojskową operację Wuambushu polegającą na deportacji nielegalnych migrantów pochodzących z pobliskich Komorów do kraju pochodzenia. Wywołało to kryzys w relacjach francusko-komoryjskich. 7 maja prezydent Assoumani powiedział, że nie zgodzi się na przyjęcie około dziesięciu tysięcy osób deportowanych z Majotty na Komory. Odrzucił także francuską propozycję rekompensaty finansowej w zamian za przyjęcie Komoryjczyków z powrotem do kraju.
Od 15 do 17 czerwca 2023 roku miała miejsce misja przedstawicieli państw afrykańskich, którzy przybyli do Europy w celu przedstawienia swojej wizji zakończenia wojny rosyjsko-ukraińskiej. W 10-punktowym planie określanym jako afrykańska inicjatywa pokojowa, wezwano m.in. do deeskalacji działań zbrojnych, zakończenia wojny za pomocą środków dyplomatycznych czy zabezpieczenia eksportu produktów rolnych i nawozów z obu walczących ze sobą krajów, co było kluczową kwestią dla wielu państw afrykańskich handlujących z Ukrainą i Rosją. Plan zakładał także perspektywy odbudowy Ukrainy po zakończeniu działań wojennych oraz współpracy obu krajów z państwami afrykańskimi.
W skład delegacji weszli, oprócz Assoumaniego łączącego funkcję prezydenta Komorów i przewodniczącego Unii Afrykańskiej, prezydenci Republiki Południowej Afryki Cyril Ramaphosa, Senegalu Macky Sall i Zambii Hakainde Hichilema, premier Egiptu Mustafa Madbuli oraz reprezentanci prezydentów Republiki Konga i Ugandy. W czasie wizyty spotkali się w Kijowie z prezydentem Wołodymyrem Zełenskim oraz odwiedzili Buczę, gdzie kilkanaście miesięcy wcześniej wojska rosyjskie dokonały zbrodni wojennej na ukraińskiej ludności cywilnej. W czasie rozmów w Petersburgu gości przyjął prezydent Władimir Putin. Przy okazji misji doszło do wizyty Assoumaniego, Hichilemy i Ramaphosy w Warszawie, gdzie spotkali się z prezydentem Polski Andrzejem Dudą. Assoumani w rozmowie z Dudą poruszył kwestię rosyjskiej inwazji na Ukrainę, jak i temat rozwoju współpracy dyplomatycznej i gospodarczej między Polską a Komorami.
Afrykańska misja w Europie określona była jako porażka, gdyż propozycje pokojowe nie wzbudziły większego zainteresowania walczących stron. Odnotowano jednak, że spotkanie wpisało się w zarówno rosyjską, jak i ukraińską ofensywę dyplomatyczną w krajach Globalnego Południa, w tym w państwach afrykańskich, mogąc być sygnałem do intensyfikacji wzajemnych kontaktów.
14 stycznia 2024 roku Azali Assoumani ponownie został wybrany na prezydenta zdobywając 57,2% głosów w pierwszej turze. Po wyborach doszło do protestów, w których zginęła jedna osoba.
Azali Assoumani jest żonaty i ma czworo dzieci.